# Chen Nien-chin
Chen Nien-chin (Condado de Hualien, 10 de maio de 1997) é uma pugilista taiwanesa.

## Carreira
Em 2016, ela ganhou uma medalha de bronze no campeonato mundial, mas foi eliminada em sua primeira luta nas Olimpíadas do Rio. Chen é descendente de taiwaneses austronésios, com um dos pais sendo Amis e o outro sendo Bunun. Chen foi diagnosticada com câncer de linfoma de Hodgkin estágio II em 2019, recuperada em 2020 após quimioterapia intensiva. Após a recuperação, ela competiu nas Olimpíadas de 2020 e 2024 no boxe peso médio.
Nos Jogos Olímpicos de Verão de 2024, em Paris, conquistou a medalha de bronze na disputa de peso meio-médio.